# Neopolyptychus
Neopolyptychus is een geslacht van vlinders uit de onderfamilie Smerinthinae van de familie pijlstaarten (Sphingidae).

## Soorten
- N. ancylus (Rothschild & Jordan, 1916)
- N. centralis Basquin & Pierre, 2005
- N. compar (Rothschild & Jordan, 1903)
- N. consimilis (Rothschild & Jordan, 1903)
- N. convexus (Rothschild & Jordan, 1903)
- N. choveti Pierre, 2004
- N. prionites (Rothschild & Jordan, 1916)
- N. pygarga (Karsch, 1891)
- N. serrator (Jordan, 1929)
- N. spurrelli (Rothschild & Jordan, 1912)